# ACM Multimedia
ACM Multimedia (ACM-MM) est la conférence annuelle de l'Association for Computing Machinery portant sur les technologies multimédia.
En 2003, son facteur d'impact a été estimé à 1.22 par CiteSeerX, ce qui la situe parmi les toutes meilleures conférences scientifiques en informatique, ce qui a été confirmé par d'autres évaluations.

## Conférences passées
La conférence est généralement organisée en fin d'année, souvent en octobre ou novembre.
| Année | Ville (Pays)                  | Notes (site) |
| ----- | ----------------------------- | ------------ |
| 2016  | Amsterdam (Pays-Bas)          | site         |
| 2015  | brisbane (Australie)          | site         |
| 2014  | Orlando (Floride, États-Unis) | site         |
| 2013  | Barcelone (Espagne)           | site         |
| 2012  | Nara (Japon)                  | site         |
| 2011  | Scottsdale (USA)              | site         |
| 2010  | Florence (Italie)             | site         |
| 2009  | Beijing (Chine)               | site         |
| 2008  | Vancouver (Canada)            | articles     |
| 2007  | Augsbourg (Allemagne)         | site         |
| 2006  | Santa Barbara (USA)           | site         |
| 2005  | Singapour (Singapour)         | site         |
| 2004  | New York (USA)                | site         |
| 2003  | Berkeley (USA)                |              |
| 2002  | Juan-les-Pins (France)        | site         |
| 2001  | Ottawa (Canada)               |              |
| 2000  | Marina Del Rey (USA)          |              |
| 1999  | Orlando (USA)                 |              |
| 1998  | Bristol (Royaume-Uni)         |              |
| 1997  | Seattle (USA)                 |              |
| 1996  | Boston (USA)                  |              |
| 1994  | San Francisco (USA)           |              |
| 1994  | San Francisco (USA)           |              |
| 1993  | Anaheim (USA)                 |              |